# アントニオ・ロドリゲス・マルティネス
トニョ（Toño）ことアントニオ・ロドリゲス・マルティネス（Antonio Rodríguez Martínez, 1979年12月17日 - ）は、スペイン・バレンシア州アリカンテ県アリカンテ出身の元サッカー選手。現役時代のポジションはGK。

## 経歴
地元のエルクレスCFからデビューした。2003年より2部のレクレアティーボ・ウエルバに在籍し、2003-04シーズンは2部のサモラ賞に輝いた。
2005年1月5日に1部のラシン・サンタンデールに移籍した。移籍当初はドゥドゥ・アワットがレギュラーだったため、2006年の冬にレクレアティーボにレンタル移籍した。ラシン・サンタンデール復帰後はアワットがデポルティーボ・ラ・コルーニャに移籍したためレギュラーの座を掴んだ。
2007-08シーズンはチームとともに好調を維持し、6位に入りUEFAカップ出場権を獲得した。サモラ賞争いではレアル・マドリードのイケル・カシージャスに次ぐ2位だった。
2012年6月27日にラシン・サンタンデールの2部降格と破産法適用による給与未払いに伴い、移籍金なしでグラナダCFへ移籍する事が決まった。
2014年9月1日、ラーヨ・バジェカーノに加入した。
2018年3月、現役引退を発表した。

## 所属クラブ
- エルクレスCF B　1998-1999
- エルクレスCF　1999-2003
- レクレアティーボ・ウエルバ　2003-2005.1
- ラシン・サンタンデール　2005.1-2012

→ レクレアティーボ・ウエルバ（レンタル移籍）　2006
- グラナダCF　2012-2013
- エルチェCF　2013-2014
- ラージョ・バジェカーノ　2014-2017